# Irenäus Bierbaum

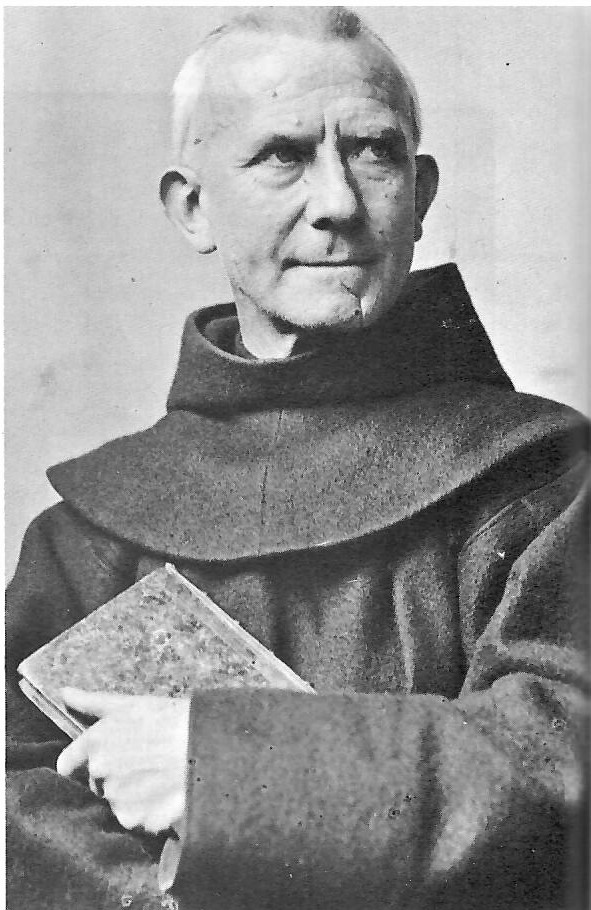
Irenäus Bierbaum

Irenäus Bierbaum OFM (* 15. März 1843 in Dorsten als Gustav Bierbaum; † 27. Februar 1907 in Wiedenbrück) war ein deutscher Franziskaner, Lektor für Theologie und Ordensoberer.

## Leben
Gustav Bierbaum war Sohn eines Arztes. Aus der Dorstener Familie Bierbaum schlossen sich zwischen dem 17. und dem 19. Jahrhundert wiederholt Mitglieder der Sächsische Franziskanerprovinz (Saxonia) an, andere wurden Diözesanpriester. Gustav war Messdiener in der Klosterkirche in Dorsten. Obwohl sein Vater ihm nahegelegt hatte, zunächst das staatliche Abitur zu machen, trat er bereits mit der Versetzung nach Untersekunda 1860 in die Saxonia ein und erhielt den Ordensnamen Irenäus. Er absolvierte das Noviziat in Warendorf und setzte die Gymnasialausbildung innerhalb des Ordens fort. Die Priesterweihe empfing er 1868 und war ab 1870 als Lektor der Philosophie und Magister der Kleriker und Laienbrüder in Düsseldorf tätig.
Als im Kulturkampf in Preußen durch das Klostergesetz vom 31. Mai 1875 „geistliche Orden und ordensähnliche Kongregationen der katholischen Kirche“ mit Ausnahme von Orden, die sich ausschließlich der Krankenpflege widmeten, verboten wurden und binnen sechs Monaten aufzulösen waren, gründete die Saxonia acht Häuser im grenznahen Bereich in Holland und Belgien. Etwa 150 Brüder gingen auch in die USA, wo die Saxonia seit 1858 auf Bitten des Bischofs von Alton in Illinois sechs Häuser in den Bundesstaaten Illinois, Tennessee, Ohio  und Missouri, ein eigenes Noviziat (1860) und drei Studienklöster errichtete. Am 10. Juni 1875 reiste Irenäus Bierbaum mit 12 Klerikern und drei Laienbrüdern aus dem Konvent in Düsseldorf und weiteren etwa 60 Franziskanern aus Konventen in Westfalen mit dem Dampfschiff von Düsseldorf rheinabwärts bis Rotterdam und dann weiter nach Amerika. Bierbaum nahm eine Tätigkeit als Lektor für Philosophie im Studienkloster in Quincy (Illinois) und für Philosophie und Exegese am Priesterseminar in Cleveland (Ohio) auf.
1879 kehrte er nach Europa zurück und wurde Lektor der Philosophie im Studienkloster im niederländischen Beesel, wo er auch Klerikermagister und Bibliothekar war. Ab 1884 unterrichtete er Theologie im Exilkloster in Kerkrade. Diese Aufgabe behielt er auch bei, als das Provinzkapitel, das 1885 in Kerkrade stattfand, ihn zum Provinzialminister der Saxonia wählte; im Juni 1887 wurde er als Provinzial bis 1888 bestätigt.
Irenäus Bierbaum hatte gute Kontakte zum Fuldaer Bischof Georg von Kopp und zu Politikern der Zentrumspartei wie Ludwig Windthorst. Am 27. Januar 1887 wurde den Orden wieder die Aufnahme neuer Mitglieder erlaubt, am 29. April 1887 die Aushilfe in der Seelsorge in Preußen, so dass die Saxonia ihre Häuser in Holland bis auf das Internat in Harreveld aufgab. Provinzial Bierbaum bereitete die Rückkehr in die deutschen Klöster vor, indem er alle Konvente anwies, für eine gute Wiederaufrichtung der Provinz in Preußen zu beten. Im Mai 1887 reiste er zu den Bischöfen von Köln, Münster, Paderborn und Fulda, die alle der Rückkehr der Franziskaner in ihr Bistum zustimmten. Auf den Rat vom Bischof von Kopp reichte Bierbaum am 14. Mai 1887 persönlich beim Kultusminister Gustav von Goßler in Berlin das Gesuch um Wiederzulassung der 15 Klöster in Preußen ein; ferner beantragte er das Indigenat, durch das Brüdern die preußische Staatsangehörigkeit erhalten blieb, auch wenn sie sich länger als zehn Jahre im Ausland aufhielten. Alle Eingaben wurden positiv beschieden. Irenäus Bierbaum selbst siedelte mit dem Provinzialat von Kerkrade ins Franziskanerkloster Paderborn um und war hier bis 1893 als Lektor der Theologie tätig, von 1890 bis 1893 auch als Stellvertreter des Guardians (Vikar).
Von 1893 bis 1896 war er als Provinzkommissar und Visitator für die Klöster der deutschen Franziskaner in Brasilien zuständig, wo die Saxonia seit 1891 auf Wunsch der Ordensleitung des Franziskanerordens in Theresopolis und dann zunehmend an anderen Orten tätig wurde. Anschließend wurde er Guardian in Düsseldorf, bis er für die Amtszeit von 1897 bis 1900 erneut zum Provinzialminister mit Sitz in Düsseldorf gewählt wurde; gleichzeitig fungierte er jetzt bis zu seinem Tod als Kommissar des Heiligen Landes. Er gab während dieser Zeit die moraltheologischen Lehrbücher von Benjamin Elbel und Patricius Sporer neu heraus. Im Auftrag der Ordensleitung in Rom war er Generalvisitator für die Niederländische, Bayerische, Galizische und Thüringische Franziskanerprovinz.
1900 nahm er seine Lehrtätigkeit als Lektor für Moraltheologie in Paderborn wieder auf.  Daneben war er bis 1903 stellvertretender Provinzial (Kustos), ab 1902 auch Guardian in Paderborn und ab 1903 in Warendorf. Zuletzt war Bierbaum seit 1906 Lektor der Theologie, Studienpräfekt und Magister der Kleriker in Wiedenbrück, wo er starb. Beerdigt wurde er in Warendorf.

## Schriften
- (Hrsg.) Theologia moralis per modum conferentiarum / auctore Benjamin Elbel. Novis curis ed. Irenaeus Bierbaum. 3 Bände, Paderborn 1890–1892, Editio 3 ab 1904.
- (Hrsg.) Theologia moralis decalogalis et sacramentalis / auctore clarissimo P. Patritio Sporer. Novis curis ed. P. F. Irenaeus Bierbaum. 3 Bände, Paderborn 1897–1901, Editio 2 1901–1905.
- Hirtenrufe Leo XIII. zum Eintritt in den III. Orden des hl. Franziscus zum Zweck der Heiligung der einzelnen, sowie der Heilung der sozialen Uebel der Gegenwart. Bonifacius-Druckerei, Paderborn 1891.
- Der Portiuncula-Ablaß: Bedeutung, Ursprung und Bedingungen dieses kostbaren Gnadenschatzes. Cordier, Heiligenstadt 1904.